# Finn Malmgren
Finn Adolf Erik Johan Malmgren (* 9. Januar 1895 in Göteborg, Schweden; † Juni 1928 im Arktischen Ozean nördlich von Spitzbergen) war ein schwedischer Meteorologe und Polarforscher.

## Leben
Malmgren wurde als Sohn des Postdirektors Adolf Ferdinand Malmgren und der Anna Lovisa Forsgren geboren. Er ging in Göteborg, Sundsvall und Norrmalm, Stockholm zur Schule.
Von 1912 bis 1916 studierte er Mathematik, Physik und Chemie an der Universität Uppsala. Danach arbeitete er als Assistent bei Axel Hamberg (1863–1933) am meteorologischen Observatorium auf dem Pårtetjåkko ⊙ nördlich von Kvikkjokk ⊙.
Dort beobachtete er das arktische Klima.
Nach seiner Rückkehr an die Universität Uppsala setzte er sein Studium fort und arbeitete als Dozent am Institut für Meteorologie.
1921 wurde er Assistent bei dem Ozeanographen Otto Pettersson (1848–1941).
Er arbeitete nun in der hydrographisch-biologischen Station Bornö ⊙, Provinz Bohuslän.
Hier untersuchte er die Eigenschaften des Meerwassers und der Meeresströmungen.
Während der Maud-Expedition (1922–1925) entwickelte Malmgren das Aspirationspsychrometer nach Aßmann weiter.
Er ersetzte die Thermometer durch Thermoelemente und konnte so die relative Luftfeuchtigkeit bis zu −40 °C bestimmen.
Mit einem weiteren von ihm entworfenen Gerät bestimmte er die Raureifbildung.
Mit diesen Messmethoden gelang es Malmgren, die Bedingungen anzugeben, unter denen Raureif auftritt oder nicht.
Er veröffentlichte die Ergebnisse seiner Untersuchungen 1926 in einem Aufsatz.
1927 publizierte er seine Messungen zur Luftelektrizität in der Nordpolregion.
Er promovierte mit einer Arbeit über die Eigenschaften des Meereises (On the properties of sea-ice).
In seine Dissertation gingen auch die während der Maud-Expedition gewonnenen Daten ein.
Malmgren zeigte, dass der Wärmetransport im Wasser unter dem Polareis die Lufttemperatur und das Klima in den arktischen und subarktischen Gebieten wesentlich beeinflusst.
Nach seiner Promotion wurde Malmgren zum außerordentlichen Professor für Meteorologie ernannt.

## Nordpol-Expedition mit dem SchiffMaud, 1922–1925
Malmgren machte die Bekanntschaft von Roald Amundsen.
Von 1922 bis 1925 nahm Malmgren an der von Amundsen organisierten dreijährigen Drift der Maud teil.
Als Mitarbeiter von Harald Ulrik Sverdrup sammelte und verarbeitete er in diesen drei Jahren große Mengen von Forschungsmaterial.

Finn Malmgrens Expeditionen mit der Norge und der Italia

## Nordpol-Expedition mit dem LuftschiffNorge, 1926
1926 beschloss Amundsen, einen Versuch zu machen, den Nordpol mit einem Luftschiff zu erreichen.
Er wollte für dieses Vorhaben das Luftschiff Norge benutzen, das der Italiener Umberto Nobile gebaut hatte.
Amundsen bat Malmgren, als Meteorologe an seiner Expedition teilzunehmen.
Malmgren hatte in Bergen praktische Meteorologie studiert.
Er organisierte zusammen mit den Norwegern den meteorologischen Dienst für die Expedition.
Außerdem gewann er den Norweger Hjalmar Riiser-Larsen als ersten Navigator.
Malmgren bestimmte aufgrund der Wetterberichte den Abflugtag, den besten Flugweg und die beste Flughöhe.
Auf der vorhergehenden Maud-Expedition hatte er Kenntnisse über Eisniederschläge gewonnenen.
Dies half ihm, die Bedingungen so zu beeinflussen, dass der Niederschlag von Raureif und Eis auf der Hülle des Luftschiffes verringert wurde.
Damit trug er wesentlich zum Gelingen der Expedition bei.

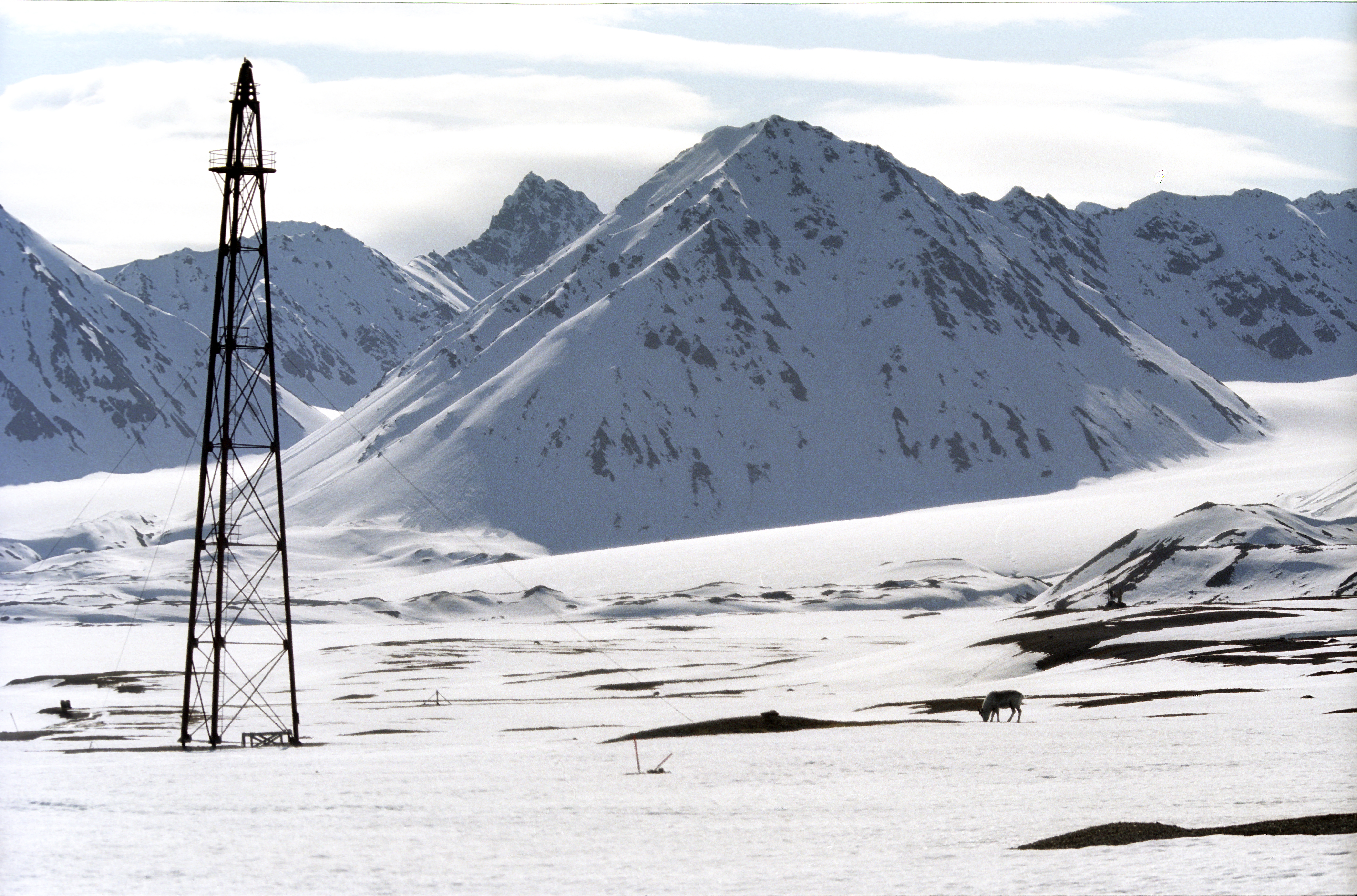
Ny-Ålesund, Ankermast für das Luftschiff Norge

Der Flug über den Nordpol startete am 12. Mai 1926 um 1:25 Uhr Greenwich Mean Time (GMT) von Ny-Ålesund ⊙ auf Spitzbergen.
Die Expedition hatte 16 Teilnehmer, darunter neben Malmgren als Meteorologe noch Amundson als Expeditionsleiter, Nobile als Kapitän des Luftschiffs, Riiser-Larsen als Navigator, Oscar Wisting als Steuermann, Oskar Omdal als Maschinist und Lincoln Ellsworth als US-amerikanischer Hauptfinanzier und stellvertretender Expeditionsleiter.
Das Luftschiff erreichte am 12. Mai 1926 um 1:25 Uhr GMT den Nordpol.
Dort warfen sie die norwegische, die amerikanische und die italienische Flagge ab.
Auf diese Weise gehörte Malmgren zu den ersten Menschen, die zweifelsfrei den Nordpol erreichten.
Das Luftschiff flog dann weiter in Richtung Alaska.
Nun verschlechterte sich das Wetter.
Ab 8:30 Uhr GMT herrschte dichter Nebel, der die Hülle des Luftschiffes mit Eis bedeckte.
Die Propeller warfen Eisklumpen gegen die Hülle, die dadurch Löcher zu bekommen und undicht zu werden drohte.
Am 13. Mai 1926 um 6:45 Uhr GMT überflog das Luftschiff Wainwright ⊙, wo Amundson und Omdal die Hütte sahen, die sie selbst 1922–1923 eingerichtet hatten.
Deren neue Bewohner winkten dem Luftschiff vom Dach aus zu.
Dann begann ein Sturm.
Er trieb das Luftschiff auf die Beringstraße hinaus.
Am 13. Mai um 18 Uhr GMT befanden sie sich in der Nähe des sibirischen Kap Serdze Kamen ⊙.
Um 23 Uhr GMT waren sie wieder zurück an der Küste Alaskas und der Sturm nahm noch zu.
Am 14. Mai um 3:30 Uhr GMT erreichten sie das Kap Prince of Wales.
Obwohl sie nicht genau wussten, wo sie sich befanden, entschlossen sie sich wegen des schlechten Wetters so schnell wie möglich zu landen.
Sie landeten am 14. Mai 1926 im Dorf Teller, 116 km nordwestlich von Nome.

## Nordpol-Expedition mit dem LuftschiffItalia, 1928
Malmgren beteiligte sich an der zweiten Nordpolexpedition Umberto Nobiles mit dem Luftschiff Italia (N4). An der Expedition nahmen neben 14 Italienern der Schwede Malmgren und der tschechoslowakische Physiker František Běhounek teil. Von diesen 16 Teilnehmern überlebten nur 8 die Expedition.
Die Expedition überflog mit dem Luftschiff Italia am 24. Mai 1928 den Nordpol. Am 25. Mai 1928 stürzte das Luftschiff nördlich von Spitzbergen wegen schlechten Wetters ab. Ein Mann verlor beim Absturz sein Leben, sechs weitere trieben im Luftschiff davon und wurden nie wieder gesehen.
Zwei Italiener, Adalberto Mariano und Filippo Zappi, brachen am 31. Mai von der Absturzstelle auf, um Hilfe zu holen. Malmgren, obwohl an der Schulter verletzt, schloss sich ihnen an, um ihnen dabei zu helfen. Am 10. Juli wurde die Gruppe von einem sowjetischen Flugzeug gesichtet. Zwei Tage später erreichte der Eisbrecher Krasin die Stelle, fand aber nur die beiden Italiener vor. Von Malmgren fehlte jede Spur. Die Vorgänge wurden nie völlig aufgeklärt, aber vermutlich hatten die beiden Italiener Malmgren gegessen.

## Denkmäler und Erinnerungen an Malmgren
Alle drei Jahre vergibt die Abteilung für Geowissenschaften der Universität Uppsala den Finn-Malmgren-Preis zu seinem Gedächtnis für „Beiträge zur Arktisforschung“.
Skulpturen und Gedenktafeln zu Ehren Malmgrens:
- Eine Statue Malmgrens, geschaffen vom Bildhauer Nils Sjögren, wurde 1931 im Börje-Park ⊙, Uppsala errichtet.

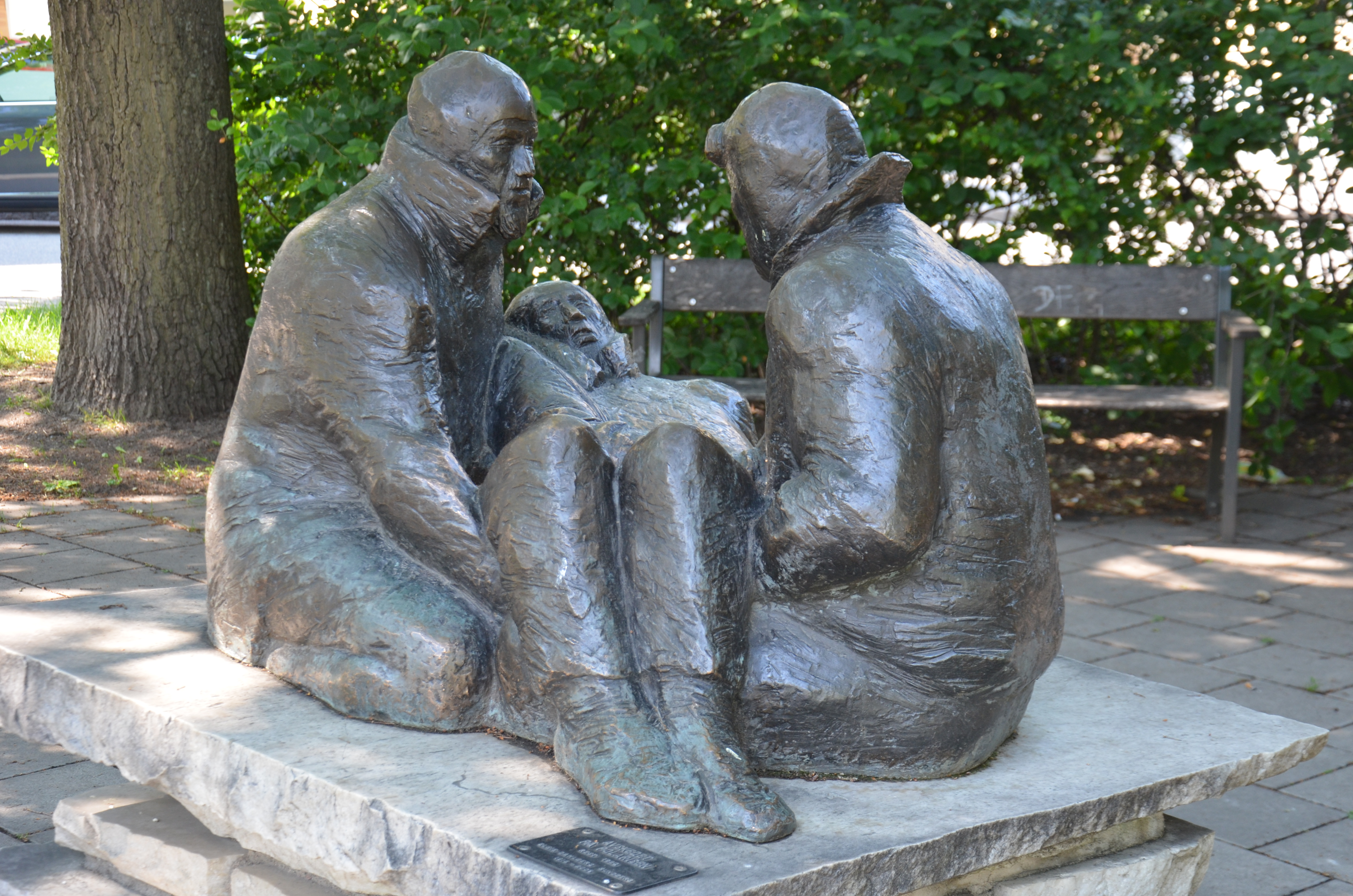
Elsie Dahlberg-Sundborg, Malmgrens Tod im Polareis

- Eine weitere Skulptur der Bildhauerin Elsie Dahlberg-Sundborg von 1980 zeigt Malmgrens Tod⊙. Sie befindet sich in Hammarbyhöjden in Stockholm.
- Auf dem Alten Friedhof Uppsala ⊙ befindet sich ein Kenotaph für Malmgren.
- In der Västerledskirche ⊙ in Bromma, Stockholm gibt es eine Gedenktafel für Malmgren.
- Auf der Südspitze von Tromsø gibt es ein Denkmal für die Opfer der Italia-Expedition ⊙ auf dem auch Malmgrens Name verzeichnet ist.
- An seiner ehemaligen Schule, dem Norra Real in Stockholm ⊙, wird Finn Malmgren gemeinsam mit zwei ebenfalls in der Arktis umgekommenen Mitschülern, Nils Strindberg und Johan Alfred Björling, durch eine Gedenktafel geehrt.[6]

Mehrere Straßen, Plätze und andere geographische Orte wurden nach Malmgren benannt, darunter:
- Finn Malmgrens Plan, Stockholm ⊙
- Finn Malmgrens Väg, Stockholm ⊙
- Finn Malmgrens Väg, Johanneshov ⊙
- Finn Malmgrens gata, Västerås ⊙
- Finn Malmgrensgatan, Göteborg ⊙
- Malmgren Bay, Antarktis⊙
- Finn Malmgrenfjorden, Spitzbergen ⊙

## Auszeichnungen
Malmgren wurde postum mit dem Orden der Krone von Italien ausgezeichnet.

## Veröffentlichungen
- Finn Malmgren: Studies of humidity and boar-frest over the Arctic Ocean, Oslo: Cammermeyers Boghandel, 1926 online als pdf
- Roald Amundsen, Lincoln Ellsworth, Finn Malmgren, Hjalmar Riiser-Larsen: Den første flukt over Polhavet, Oslo: Gyldendal Norsk forlag, 1926, OCLC 7193558
- Finn Malmgren: On the properties of sea-ice, Bergen: Grieg, 1927, OCLC 69181553
- Hjalmar Broch, Maria Dahl, Jonas Ekman Fjeldstad, James A Grieg, Ole T Grønlie, Gunnar Gustafson, K Haanshus, Johan Huus, Christian Jensen, Johannes Lid, Walter M Linnaniemi, Kr Lous, B Lynge, Paul Løyning, Finn Malmgren, Hakon Mosby, Leif R Natvig, O Nordgard, Sven Runnström, H Tho L Schaanning, Erling Sivertsen, T Soot-Ryen, Knud Stephensen, H U Sverdrup, Ragnvald Wesøe: The Norwegian North Polar Expedition with the Maud 1918–1925, scientific results, Bergen, 1927–1936, OCLC 1162839836
- Umberto Nobile, František Běhounek, Finn Malmgren, Amadeo Nobile, Luigi Palazzo, Aldo Pontremoli, G de Mottoni, E Pugno-Vanoni, W J van der Stay: Die Vorbereitungen und die wissenschaftlichen Ergebnisse der Polarexpedition der – Italia, Justus Perthes, Gotha 1929, OCLC 7818001